# مهارکننده اسید نوکلئیک

مهار کننده اسید نوکلئیک(به انگلیسی: Nucleic acid inhibitor) نوعی ضد باکتری است که با مهار تولید اسیدهای نوکلئیک عمل می‌کند. دو کلاس اصلی از این ترکیبات  وجود دارد: مهار کننده‌های DNA و مهار کننده‌های RNA. فلوسیتوزین که یک ضد قارچ است نیز به همین روش عمل می‌کند. 

## مهارکننده‌های DNA
مهار کننده‌های دی ان ای کلاسیک مانند کینولون‌ها بر اساس دی‌ان‌ای ژیراز به عنوان یک مهار کننده توپوایزومراز عمل می‌کنند. گروه دیگری از مهار کننده‌های دی ان ای ، از جمله نیتروفورانتوئین و مترونیدازول بر روی باکتری‌های بی هوازی عمل می‌کنند.

## مهارکننده‌های RNA
مهار کننده‌های RNA مانند ریفامپین، بر روی RNA پلیمراز وابسته به DNA عمل می‌کنند.